# Lucius Cornelius Lentulus Crus
Pour les articles homonymes, voir Lucius Cornelius Lentulus.
Lucius Cornelius Lentulus Crus fut consul à Rome en 49 av. J.-C. avec pour collègue Caius Claudius Marcellus. Il meurt en 48 av. J.-C.
Lentulus commence sa vie politique en 61 av. J.-C. comme accusateur de Publius Clodius dans l'affaire des mystères de Bona Dea, durant laquelle Publius Clodius se travestit en femme pour retrouver sa maîtresse Pompeia, épouse de Jules César. Mais Publius Clodius fut acquitté, à la suite de la corruption menée par ses partisans
Lentulus était un virulent opposant à César, et rejeta au Sénat toutes les propositions que faisait César pour faire accepter sa candidature au consulat. Il traita indignement les tribuns de la plèbe Antoine et Curion, en les expulsant du Sénat, donnant ainsi à César un prétexte au déclenchement de la guerre. Il refusa ensuite toutes les propositions de paix de César et déclara que si le Sénat ne prenait pas la décision de mener une guerre contre César, il agirait de son propre chef.
Néanmoins, dès les premières avancées de César vers Rome, il fuit avec les partisans de Pompée vers la Grèce, à Dyrrachium, et est assiégé avec lui par César en 48 av. J.-C...Lucius Cornelius Balbus qui s'est introduit dans son camp tente vainement de le rallier à César. Après la défaite de Pompée à Pharsale, il tenta de se réfugier à Rhodes, d'où il fut chassé, et s'enfuit finalement en Égypte en passant par Chypre. Il débarqua dans la ville égyptienne de Péluse le lendemain du meurtre de Pompée, et fut immédiatement arrêté par Ptolémée et mis à mort.